# Селвирия
Селвирия (порт. Selvíria) — муниципалитет в Бразилии, входит в штат Мату-Гросу-ду-Сул. Составная часть мезорегиона Восток штата Мату-Гроссу-ду-Сул. Входит в экономико-статистический микрорегион Паранаиба. Население составляет 6172 человека на 2006 год. Занимает площадь 3258,653 км². Плотность населения — 1,9 чел./км².

## Статистика
- Валовой внутренний продукт на 2003 год составляет 73 797 483,00 реалов (данные: Бразильский институт географии и статистики).
- Валовой внутренний продукт на душу населения на 2003 год составляет 12 034,82 реала (данные: Бразильский институт географии и статистики).
- Индекс развития человеческого потенциала на 2000 год составляет 0,736 (данные: Программа развития ООН).